# Список правителів Бару
Граф Барський (фр. Comte de Bar) та Герцог Барський (фр. Ducs de Bar) — титул правителів Лотарингського графства, що виникло у X столітті, а з 1354 року Барського герцогства із столицею Бар-ле-Дюк. З 955 р. було васалом Священної Римської імперії, із 1302 р. — Франції. В 1431 р. об'єднано з Лотарингією. У 1766 році Лотарингія і Бар перейшли у власність корони Франції. Відомо, що Габсбурги навіть у XX ст. вживали титул «герцог де Бар».

## Графи Бару (бл. 950—1354)

Герб графів Бару

### Вігеріхіди, Барруанська гілка (бл. 950—1093)
- 959—984: Феррі (Фрідріх) I (бл. 942—984), граф Бару, герцог Верхньої Лотарингії з 959 (до 977 — віцегерцог), син пфальцграфа Вігеріха
- 984—1026: Тьєррі (Дитріх) I (бл. 965—1026), граф Бару і герцог Верхньої Лотарингії з 984, син Феррі I
- 1026—1028: Феррі (Фрідріх) II (бл. 995—1028), граф Бару і герцог Верхньої Лотарингії з 1026, син Тьєррі I
- 1028—1033: Феррі (Фрідріх) III (бл. 1015—1033), граф Бару і герцог Верхньої Лотарингії з 1033, син Феррі II
- 1033—1033: Софія (бл. 1020—1093), графиня Бару і Муссона, сестра попереднього: муж: Людовік де Скарпон (бл. 1010 — бл. 1073), граф Монбельяра

### Монбельярський дім(1038—1354)
- 1038—1073: Людовік де Скарпон (бл. 1010 — бл. 1073), граф Монбельяра, Феррета й Альткірха з 1042, граф Бару і сеньйор Муссона (за правом дружини) з 1038

дружина: Софія (бл. 1020—1093), графиня Бару і Муссона
- 1073—1105: Тьеррі I (бл. 1040—1105), граф Монбельяра, Феррета й Альткірха з бл. 1073, граф Бару (Тьєррі II) і сеньйор Муссона з 1093, син попереднього
- 1105—1149: Рено I (бл. 1090—1149), граф Бару з 1105, син попереднього
- 1149—1170: Рено II (бл. 1125—1170), граф Бару з 1149, син попереднього
- 1170—1190: Генріх I (бл. 1160—1190), граф Бару з 1170, син попереднього
- 1190—1214: Тібо I (бл. 1158—1214), граф Бару з 1170, граф Люксембурга, Дарбюї та де Ла Рош-ан-Арденн з 1197, брат попереднього
- 1214—1239: Генріх II (1190—1239), граф Бару з 1214, син попереднього
- 1239—1291: Тібо II (бл. 1221—1291), граф Бару з 1239, син попереднього
- 1291—1302: Генріх III (1259—1302), граф Бару з 1291, син попереднього
- 1302—1336: Едуард I (бл. 1295—1336), граф Бару з 1302, син попереднього
- 1336—1344: Генріх IV (бл. 1323—1344), граф Бару з 1336, син попереднього
- 1344—1352: Едуард II (1339—1352), граф Бару з 1344, син попереднього
- 1352—1354: Роберт (1339—1411), граф Бару з 1352, герцог Бару з 1354, брат попереднього

У 1354 році Роберт отримав титул герцога від імператора Карла IV.

## Герцоги Бару (1354—1766)

### Монбельярський дім (1354—1430)
- 1354—1411: Роберт (1339—1411), герцог Бару з 1354
- 1411—1415: Едуард III (бл. 1377—1415, битва під Азенкуром), герцог Бару з 1411, брат попереднього
- 1415—1430: Людовик (бл. 1370—1430), кардинал, герцог Бару з 1415, брат попереднього

На Бар претендував Людовік Люксембурзький-Сен-Поль, чоловік правнучки герцога Роберта Жанни де Марль, але Людовік Люксембурзький отримав графство Гіз, а герцогом Бару став племінник кардинала Рене I Анжуйський.

### Анжуйський дім(1430—1480)

Герб герцогів Лотарингії та Бару з Анжуйського дому

- 1430—1480: Рене I Анжуйський (1409—1480), чоловік Ізабелли I, герцог Бару з 1430, герцог Лотарингії з 1431, граф Анжуйський з 1434, граф Провансу з 1435, король Неаполя 1435—1422, титулярний король Сицилії, Угорщини, Єрусалима й Арагону
- 1480—1480: Іоланда (1428—1483), дочка Рене I: муж: Феррі (Фрідріх) II (1420—1470), граф де Водемон, їхні нащадки успадкували герцогство

### Дім де Водемон (1480—1737)

Герб Рене II, герцога Лотарингії та Бару

- 1480—1508: Рене II Лотарінгський (1451—1508), граф де Водемон (1470), д'Омаль, д'Ельбеф (1473), сір де Жуанвіль (1476), герцог Лотарингії (1473), герцог де Бар (1480), барон Майєнський (1481), син Іоланди Анжуйської
- 1508—1544: Антуан Добрий (1489—1544), син попереднього
- 1544—1545: Франсуа I (1517—1545), син попереднього

1545—1552: регент — Крістіна Данська (1521—1590), дружина Франсуа I
1552—1559: регент — Нікола (1524—1577), герцог де Меркер, брат Франсуа I
- 1545—1608: Карл III (II) (1543—1608), син попереднього
- 1608—1624: Генріх II Добрий (1563—1624), син попереднього
- 1624—1625: Ніколь (1608—1657), дочка попереднього: чоловік: Карл IV (III)
- 1625—1625: Франсуа II (1572—1632), граф де Водемон, син Карла III
- 1624—1634: Карл IV (III) (1604—1675), син попереднього

Герб герцогів Лотарингії та Бару з 1538 року

- 1634—1635: Нікола II Франсуа (1609—1670), брат попереднього
- 1635—1641: Лотарингія і Бар окуповані Францією
- 1641—1641: Карл IV (III), повторно
- 1641—1659: Лотарингія і Бар окуповані Францією
- 1659—1670: Карл IV (III), втретє
- 1670—1697: Лотарингія і Бар окуповані Францією

1675—1690: Карл V (IV) (1643—1690), титулярний герцог Лотарингії, син Нікола II Франсуа
- 1697—1729: Леопольд I (1679—1729), син попереднього, титулярний герцог Лотарингії у 1690—1697
- 1729—1737: Франсуа III Етьєн (1709—1765), син попереднього, імператор Священної Римської імперії (Франц I) з 1745

У 1737 році поступився Лотарингією та Баром тестю короля Франції Станіславу Лещинському.

### Лещинські (1737—1766)

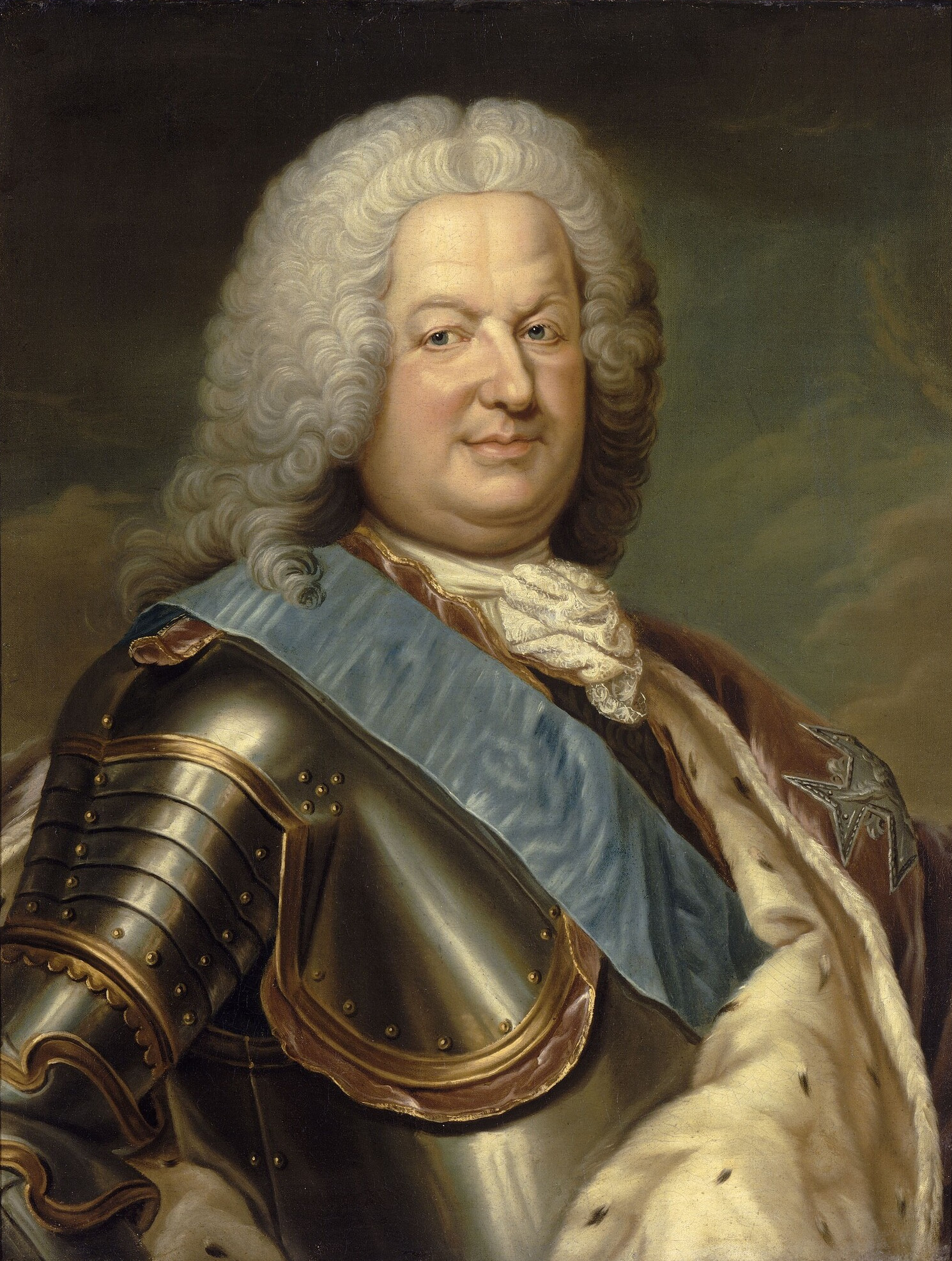
Станіслав I Лещинський

- 1737—1766: Станіслав I (1677—1766), король Польщі 1704—1709
- 1766: Марія Лещинська (1725—1768), дочка попереднього: чоловік: Людовік XV, король Франції